# Sagunto (1869)
Sagunto var det syvende og sidste søgående spanske panserskib i den kategori, der også omtales som pansrede fregatter. Det blev bestilt i 1858 som et skrue-linjeskib med 100 kanoner, og det var tiltænkt navnet Príncipe Don Alfonso. Da panserskibene kort tid efter begyndte at blive bygget i andre lande, blev bestillingen på linjeskibet omkring 1862 ændret til et panserskib. I 1868 blev navnet ændret til Sagunto, efter den historiske spanske by, der under 2. puniske krig blev kendt som Saguntum. Skibet nåede inden stabelafløbningen også kortvarigt at hedde Amadeo I efter den spanske konge, men vendte efter kongens abdikation tilbage til bynavnet.

## Konstruktionen
Sagunto var bygget af træ, og havde sit panser langs vandlinjen og omkring et centralt batteri, svarende til de britiske og franske skibe fra slutningen af 1860'erne. De 10 kraftigste kanoner var anbragt med fem i hver side af batteriet, mens de tre 18-cm kanoner var fordelt med to i åbne barbetter på det øverste dæk, samt en i forskibet. Trækonstruktionen begyndte hurtigt at rådne, og skibet fik ikke nogen lang levetid.

## Tjeneste
Værftet i Ferrol var meget længe om at få bygget skibet færdigt – faktisk var det under bygning i 15 år – men endelig i 1877 kom Sagunto i tjeneste. Det var kun i brug i 10 år, og blev derefter udrangeret og lagt op i 1887, og det lå som skrog frem til ophugningen i 1896.

## Eksterne links
- Panserskibe i det 19. århundrede (La Marina Blindada en el Siglo XIX), på spansk